# Aegilops peregrina
Aegilops peregrina är en gräsart som först beskrevs av Eduard Hackel, och fick sitt nu gällande namn av René Charles Maire och Marc Weiller. Aegilops peregrina ingår i släktet bockveten, och familjen gräs. Utöver nominatformen finns också underarten A. p. cylindrostachys.